# Nikolai Gerassimowitsch Kusnezow

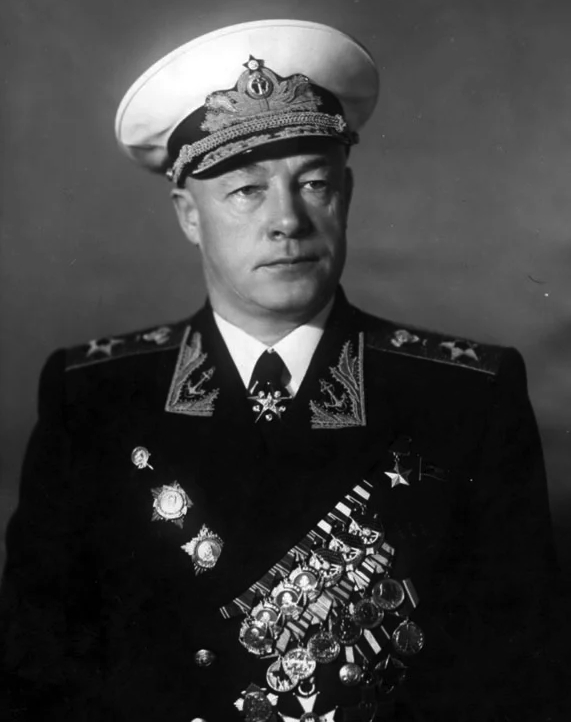
Nikolai Gerassimowitsch Kusnezow

Nikolai Gerassimowitsch Kusnezow (russisch Никола́й Гера́симович Кузнецо́в; wissenschaftliche Transliteration Nikolaj Gerasimovič Kuznecov, * 11. Julijul. / 24. Juli 1904greg. in Medwedki bei Weliki Ustjug, Gouvernement Wologda; † 6. Dezember 1974 in Moskau) war sowjetischer Volkskommissar für Marine und Admiral der Flotte der Sowjetunion.

## Leben

### Jugend, Ausbildung und Offizierslaufbahn
Kusnezow meldete sich im Alter von 15 Jahren als Freiwilliger bei der Dwina-Flottille der Roten Flotte. Nach deren Auflösung entschloss er sich, bei der Marine zu bleiben und erwarb 1926 sein Offiziersdiplom. Da die Schiffe der ehemals zaristischen Flotte im Bürgerkrieg entweder zerstört oder im Westen abgewrackt worden waren, befand sich die Sowjetflotte 1926 in einem sehr schlechten Zustand. In der Ostsee verfügte man über drei alte Schlachtschiffe und einen veralteten Kreuzer, im Schwarzen Meer über einen Kreuzer und zwei Zerstörer, im Polarmeer und Fernost standen keine Marineeinheiten zur Verfügung. Kusnezow kam zur Schwarzmeerflotte und diente bis 1929 auf dem leichten Kreuzer Tscherwona Ukraina (Rote Ukraine), der bereits 1913 auf Kiel gelegt aber erst 1927 in Dienst gestellt worden war. Anschließend besuchte er die Marineakademie, nebenbei erwarb er Sprachkenntnisse in Deutsch und Französisch. Nach seiner Rückkehr fuhr er als Erster Offizier auf dem Kreuzer Krasnyi Kawkas (Roter Kaukasus), um bald danach auf die Tscherwona Ukraina als Kapitän zurückzukehren. 1935 konnte er mit seinem Kreuzer Platz 1 als bestausgebildete Marineeinheit der sowjetischen Flotte erringen. Ab diesem Zeitpunkt verlief seine Karriere rasant. Nachdem er vom August 1936 an ein Jahr lang als Marineattaché in Spanien gedient hatte, wurde er zum stellvertretenden Kommandanten der Pazifikflotte ernannt, um vier Monate später das Kommando dieses Verbandes zu übernehmen. Im Februar 1939 beförderte ihn Stalin zum stellvertretenden Kommandanten der Marine und im April zum Volkskommissar der Marine (Marineminister). Kusnezow war zu diesem Zeitpunkt erst 37 Jahre alt. Diese Karriere war nur möglich, weil den stalinistischen Säuberungen der Streitkräfte unverhältnismäßig viele hohe Marineoffiziere zum Opfer gefallen waren. So verloren mehrere Marinekommandanten und alle Flottenchefs ihr Leben.

### Aufbau der Flotte
Im Zuge der Aufrüstung der sowjetischen Streitkräfte nach Lenins Tod hatten die Landstreitkräfte absolute Priorität. Dies beruhte auch auf den eingeschränkten Operationsmöglichkeiten der Flotte, die aufgrund der geographischen Gegebenheiten auf vier weitgehend unabhängige Operationsbereiche aufgeteilt und durch Vereisung der Häfen in ihren Aktivitäten stark eingeschränkt war. So konnte man erst nachdem man Finnland mit Waffengewalt gezwungen hatte Flottenstützpunkte abzutreten, auch im Winter in der Ostsee operieren. Auch die Matrosen der Schwarzmeerflotte blieben bis Mitte der 1930er Jahre im Winter an Land. Kusnezow konnte sich allerdings mit der Ansicht durchsetzen, dass die Flotte in der Lage sein müsse, zumindest die Seeflanke der Armee abzusichern, wozu sowohl eine Reihe von Überwassereinheiten als auch U-Boote benötigt würden. Um den geringen Stand auszugleichen, bemühte sich Kusnezow zumindest den Standard der Ausbildung zu heben, was – mit Ausnahme bei den U-Booten – auch gelang. Im Jahr 1941 befanden sich neben 3 Schlachtschiffen 7 Kreuzer, 59 Zerstörer und 228 U-Boote im Dienst, wobei die U-Boote mit Masse in der Ostsee stationiert waren. Nach dem deutschen Überfall auf die Sowjetunion, dem Verlust der Basen im Baltikum und Finnland, sowie einer deutschen Minensperre am Eingang des finnischen Meerbusens war die baltische Flotte praktisch paralysiert, dazu trug auch der Mangel an Minensuchbooten und Treibstoff bei, der aufgrund der Blockade Leningrads auf dem Landweg nicht ergänzt werden konnte. Erst nach Aufhebung der Blockade der Stadt im Jahr 1944 konnte auch die Flotte ihre Handlungsfreiheit wiedergewinnen.
Die Nordflotte konnte den Schutz der alliierten Geleitzüge nach Murmansk aufgrund Kräftemangels nur sehr eingeschränkt durchführen und war auf alliierte Hilfe angewiesen. Im Schwarzen Meer waren die Flotteneinheiten wesentlich an der Sicherstellung des Nachschubes für die eingeschlossene Festung Sewastopol beteiligt, mussten sich jedoch nach deren Fall im Jahr 1942 auf kleinere Kaukasushäfen zurückziehen.

### Nachkriegszeit
In Summe gesehen hatte sich die Sowjetflotte unter Kusnezow tapfer geschlagen. Aufgrund der geographischen Ausgangslage (territoriale Zersplitterung in vier separate Flotten) waren ihr jedoch nur geringe Erfolge vergönnt. Die in die U-Bootflotte hochgesetzten Erwartungen konnte diese aufgrund naturräumlichen Gegebenheiten (Ostsee und Nordmeer) und effektiven Sperr- und Abwehrmaßnahmen der Kriegsgegner nicht erfüllen – auch wenn sie 1945 verstärkt in der Ostsee sowie vor der norwegischen Küste aktiv war. Auch blieben die Erfolge der vor dem Krieg favorisierten Kleinkräfte (Schnellboote) weit hinter den Erwartungen zurück. Zur Teilnahme am Krieg gegen Japan erhielt die Sowjetmarine im Jahr 1945 über 250 kleinere Schiffe von den USA, vor allem Fregatten, Minensucher, Torpedoboote und Landungsfahrzeuge, was der Sowjetunion die Einnahme von Südsachalin und der Kurileninseln erleichterte. Wenige Monate nach Kriegsende bekam Kusnezows Karriere einen ersten Knick. Sein energisches Eintreten für die Interessen der Marine und seine Überzeugungen brachten ihm Feindschaften ein. So hatte er gegen Stalins Vorliebe für schwere Kreuzer opponiert und sich in dessen Anwesenheit die Einmischung von Chruschtschow in Marineangelegenheiten, von denen er nichts verstünde, verbeten. Anfang 1948 wurde er gemeinsam mit den drei Admiralen Lew Galler, Wladimir Alafusow und Georgi Stepanow – unter dem konstruierten Vorwurf der Weitergabe von Geheimmaterial an den Koalierten Großbritannien während des Krieges – verhaftet und abgeurteilt. Dabei wurde Kusnezow um vier Ränge zum Konteradmiral degradiert und anschließend als stellvertretender Befehlshaber der Pazifikflotte der UdSSR eingesetzt. Die anderen Admirale wurden entlassen und erhielten Freiheitsstrafen. Nachdem er 1950 unter gleichzeitiger Beförderung zum Vizeadmiral als Befehlshaber die 5. Flotte (Pazifikflotte) übernommen hatte, setzte Stalin ihn bereits im Juli 1951 wieder als Oberbefehlshaber der sowjetischen Flotte ein. Nach Stalins Tod wurden alle vier Admirale vollständig rehabilitiert, auch Kusnezow bekam seinen Rang zurück. Als er jedoch unter Chruschtschow gegen drastische Kürzungen im Schiffbauprogramm demonstrierte, wurde er erneut degradiert (diesmal zum Vizeadmiral) und im Alter von 51 Jahren in den Ruhestand geschickt.

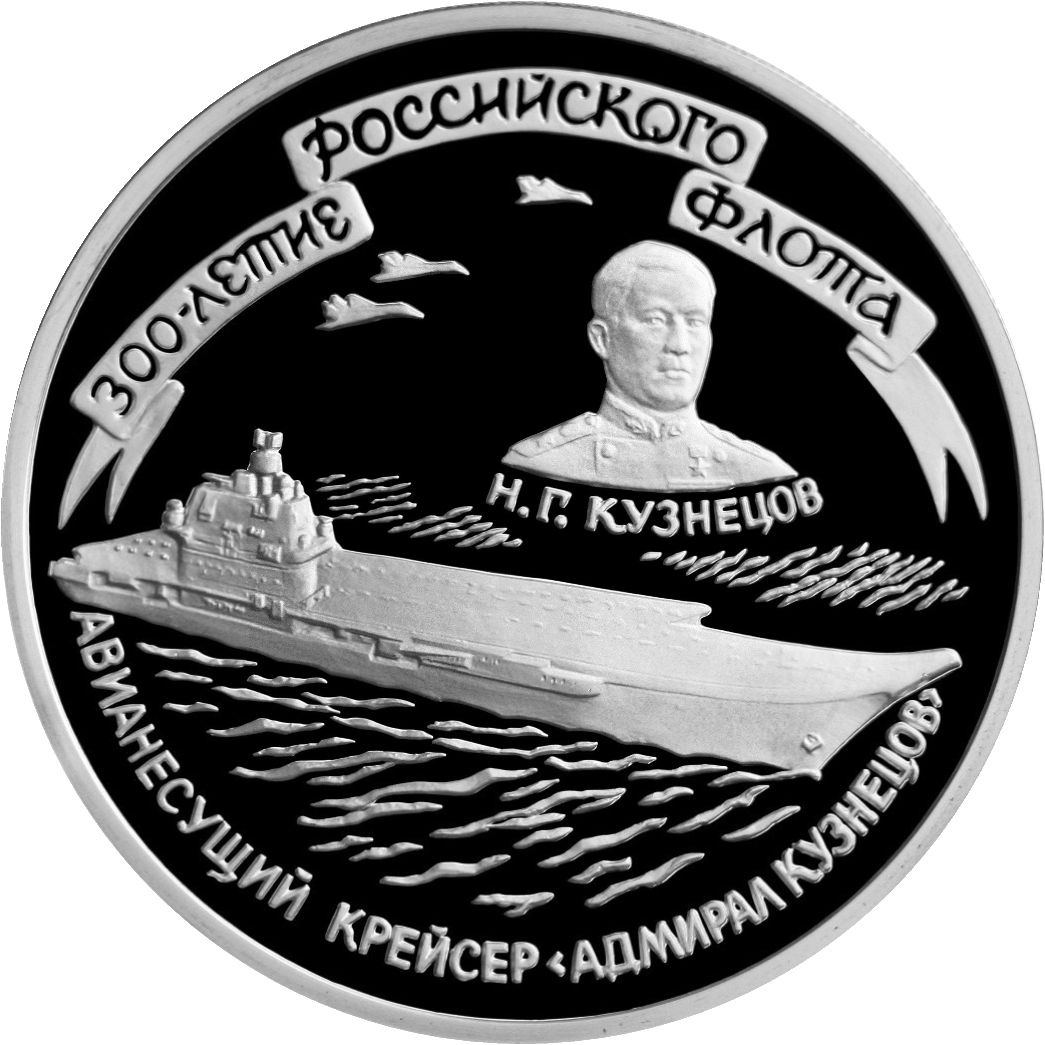
Kusnezow mit dem nach ihm benannten Flugzeugträger auf einer 3-Rubel-Münze von 1996

Nach seiner Entlassung schrieb er seine Erinnerungen (drei Bände erschienen in der Memoirenreihe im Militärverlag der Deutschen Demokratischen Republik), lernte Englisch und übersetzte englischsprachige Marineliteratur ins Russische.
Kusnezow wurde im Jahr 1988 posthum rehabilitiert. Die Russische Marine benannte ihr größtes Schiff, einen Flugzeugträger, nach ihm: Flugzeugträger Flottenadmiral der Sowjetunion Kusnezow.

## Werke
- Am Vorabend. Berlin 1973 (russischer Text).
- Gefechtsalarm in den Flotten. Berlin 1974.
- Auf Siegeskurs. Berlin 1988.